# Green Mind
Albums de Dinosaur Jr.
Bug
(1988) Where You Been
(1993)
Singles
1. The Wagon
Sortie : 1990 (Sub Pop)/1991 (Sire Records)

Green Mind est le quatrième album studio du groupe américain Dinosaur Jr., sorti en février 1991.
Première publication du groupe pour une major, c'est aussi le premier à être enregistré sans son bassiste, chanteur et cofondateur Lou Barlow.

## Contexte
Après avoir évincé Lou Barlow du groupe en 1989, J Mascis met Dinosaur Jr. en pause, le temps de trouver un nouveau bassiste et de se consacrer à d'autres projets. En juillet 1989, après un concert de Nirvana à Hoboken, Mascis décline la proposition de Kurt Cobain de remplacer Jason Everman en tant que second guitariste de Nirvana.
En 1990, Mascis produit l'album Birdbrain du groupe Buffalo Tom, ainsi que les démos de l'album Goo de Sonic Youth. Dinosaur Jr. publie le single The Wagon chez Sub Pop, puis signe un contrat avec la major Warner via ses filiales Blanco y Negro et Sire Records.

## L'album
Green Mind  est quasiment un album solo de J Mascis puisqu’il enregistre lui-même la plupart des instruments, y compris la batterie que Murph n’arrivait pas à jouer comme il le souhaitait,.
Sorti en février 1991, l'album se hisse à la 168e position du classement Billboard 200, où il reste 6 semaines. Il reste deux semaines dans le UK Albums Chart britannique, avec un pic à la 36e position. 
La sortie de l'album s'accompagne d'une tournée de la côte Ouest des États-Unis, avec Nirvana en première partie. Durant l'été, avec le renfort scénique du bassiste Mike Johnson, Dinosaur Jr. effectue une tournée européenne. Deux titres interprétés lors de cette tournée, Freak Scene et The Wagon, figurent dans le documentaire 1991: The Year Punk Broke.
En mars et avril 1992, Dinosaur Jr. effectue une tournée au Royaume-Uni, baptisée Rollercoaster Tour, avec les groupes Blur, My Bloody Valentine et The Jesus and Mary Chain. 
Green Mind marque un changement important dans le son de Dinosaur Jr. : la distorsion assourdissante, le son sale et noisy sont réduits et complétés par des guitares acoustiques, un mellotron, des ballades et des solos de guitare encore plus prononcés.
La pochette de Green Mind est une œuvre du photographe américain Joseph Szabo, intitulée Priscilla, Jones Beach, 1969. C'est Kim Gordon de Sonic Youth qui a donné l'idée de cette photo à J Mascis.

## Liste des titres
Tous les titres sont écrits par J Mascis. 
1. The Wagon (4:55)
2. Puke + Cry (4:28)
3. Blowing It (2:45)
4. I Live For That Look (1:56)
5. Flying Cloud (2:35)
6. How'd You Pin That One On Me (4:25)
7. Water (5:38)
8. Muck (4:16)
9. Thumb (5:38)
10. Green Mind (4:56)

En 2006, une réédition chez Rhino Entertainment inclut 3 titres supplémentaires :
1. Hot Burrito # 2 (reprise de The Flying Burrito Brothers) (3:22)
2. Turnip Farm (5:50)
3. Forget It (4:07)

## Musiciens

### Dinosaur Jr.
- J Mascis - guitare électrique, chant, batterie, basse, réalisateur artistique, compositeur
- Murph - batterie sur les chansons The Wagon, Water et Green Mind

### Musiciens additionnels
- Joe Harvard - guitare sur Muck
- Jay Spiegel - batterie et tambourin sur Flying Cloud, tom sur The Wagon
- Don Fleming - guitare et chœurs sur The Wagon, basse acoustique sur Flying Cloud
- Sean Slade - ingénieur du son, mellotron sur Water et Thumb
- Tom Walters - assistant son
- Matt Dillon - chœurs sur Green Mind

## Vidéos promotionnelles
- 1990 : The Wagon
- 1991 : Thumb